# آکیرا کیکوچی
آکیرا کیکوچی (انگلیسی: Akira Kikuchi؛ زادهٔ ۲۳ ژوئیهٔ ۱۹۷۸) ورزشکار هنرهای رزمی ترکیبی و جودوکار اهل ژاپن است.